# マーヴィン・バーンズ
マーヴィン・ジェローム・バーンズ (Marvin Jerome Barnes, 1952年7月27日 - 2014年9月8日) は、アメリカ合衆国の元プロバスケットボール選手。身長203cm、体重95kg。ポジションはパワーフォワード。

## 経歴
ロードアイランド州プロヴィデンス出身のバーンズは地元のプロヴィデンス大学に進学し、3年次にチームをNCAAトーナメントベスト4に導いた。4年次には平均18.7リバウンドでNCAAディビジョンⅠリバウンド王に輝き、オールアメリカ1stチームに選出された。通算1,592リバウンドは今なお学校記録となっている。
1974年、バーンズはNBAドラフト全体2位でフィラデルフィア・76ersに指名されたが入団せず、ABAのスピリッツ・オブ・セントルイスと契約した。1年目から平均24.0得点（リーグ5位）15.6リバウンド（同3位）と素晴らしい成績を残して新人王を受賞し、オールスターとオールABA2ndチームにも名を連ねた。シーズン中には1試合54得点を記録している。翌1975-76シーズンも平均24.1得点10.8リバウンドで2年連続のオールスター出場を果たしたが、チームはプレーオフを逃した。
1976年にABAとNBAが合併し、それに伴ってスピリッツ・オブ・セントルイスが解散したため、バーンズはNBAのデトロイト・ピストンズに加入した。NBAではABA時代から成績が大きく低下し、4年間でピストンズ、バッファロー・ブレーブス、ボストン・セルティックス、サンディエゴ・クリッパーズを渡り歩いた。1980年にNBAを去った後はイタリアのプロリーグやCBAでプレーを続け、1986年に現役を引退した。
ABAとNBAを合算した成績は、315試合の出場で通算5,034得点2,837リバウンド（平均16.0得点9.1リバウンド）であった。
1997年、バーンズはABAオールタイムチームに選出された。2014年、生れ故郷のプロヴィデンスにて62歳で死去。

## "Bad News"
バーンズは若年期よりコート外において数々のトラブルや犯罪行為を引き起こし、それに由来した"Bad News"というニックネームで悪名高かった。以下に主なものを列挙する。
- 高校3年生のとき、ギャングの一員としてバス襲撃を企てたが未遂に終った。バーンズは自分の名前が刺繍された州選手権のジャケットを着ていたため、すぐに特定された。この事件は少年法制によって処理された。
- プロヴィデンス大学在学中の1972年には、チームメイトを口論の末タイヤレバーで殴って負傷させた。その後彼は罪を認め、被害者に1万ドルを支払って執行猶予となった。
- デトロイト・ピストンズ時代の1976年、デトロイト・メトロポリタン空港で弾が入っていない銃を発見された。前述の事件で執行猶予中だったため保護観察処分違反となり、ロードアイランド州の刑務所に152日間収監された後チームに復帰した。
- 上記以外にも強盗、麻薬所持、不法侵入で逮捕歴がある。
- 現役時代より薬物問題を抱えており、NBAキャリアが短くなる一因ともなった。一時期はサンディエゴでホームレスを経験したこともあったという。リハビリを経て社会復帰した後は、故郷であるプロヴィデンスの若者が自分と同じ道を歩まぬよう、啓発活動に取り組んでいた。しかし死の数年前から再び薬物に手を出していたことを、大学時代からの友人が証言している。ドキュメンタリーに出演した際には、70年代当時は麻薬をやっていても非難されず、逆に買えるほど金があるのかと羨ましがられたと発言していた。
- 練習嫌いで知られ、スピリッツ所属時にはチームの練習にはあまり顔を出さずまた遊び好きの性格も相まって試合に間に合わず遅刻することが多かったという。ある試合では、どんちゃん騒ぎをしていてチームが乗る予定の飛行機に間に合わず、空港までタクシーで向かうと移動の手立てがなかったため仕方なくチャーター便を手配し試合が行われているスタジアムにミンクのコートを着て登場し、後半から試合に出場して40点を決めた。

## 個人成績

### レギュラーシーズン
| Season   | Team     | GP  | MPG  | FG%  | 3P%  | FT%   | RPG  | APG | SPG | BPG | PPG  |
| -------- | -------- | --- | ---- | ---- | ---- | ----- | ---- | --- | --- | --- | ---- |
| 1974-75  | SSL      | 77  | 39.9 | .498 | .000 | .670  | 15.6 | 3.2 | 1.2 | 1.8 | 24.0 |
| 1975-76  | SSL      | 67  | 37.1 | .503 | .273 | .740  | 10.8 | 2.2 | 1.9 | 2.0 | 24.1 |
| 1976–77  | DET      | 53  | 18.7 | .447 | –    | .679  | 4.8  | .8  | .7  | .6  | 9.6  |
| 1977–78  | DET      | 12  | 22.4 | .449 | –    | .483  | 7.6  | 1.6 | .6  | .9  | 10.0 |
| 1977–78  | BUF      | 48  | 28.7 | .416 | –    | .745  | 7.3  | 2.4 | 1.2 | 1.5 | 11.8 |
| 1978–79  | BOS      | 38  | 20.9 | .491 | –    | .652  | 4.7  | 1.4 | 1.0 | 1.0 | 8.1  |
| 1979–80  | SDC      | 20  | 14.4 | .400 | –    | .500  | 3.9  | .9  | .3  | .6  | 3.2  |
| Career   | Career   | 315 | 29.5 | .481 | .214 | .691  | 9.1  | 2.1 | 1.2 | 1.4 | 16.0 |
| All-Star | All-Star | 2   | 17.0 | .500 | –    | 1.000 | .5   | 1.0 | .0  | .0  | 11.5 |

### プレーオフ
| Year   | Team   | GP | MPG  | FG%  | 3P%  | FT%  | RPG  | APG | SPG | BPG | PPG  |
| ------ | ------ | -- | ---- | ---- | ---- | ---- | ---- | --- | --- | --- | ---- |
| 1975   | SSL    | 10 | 44.4 | .498 | .000 | .779 | 14.1 | 1.6 | 2.0 | 1.9 | 30.8 |
| Career | Career | 10 | 44.4 | .498 | .000 | .779 | 14.1 | 1.6 | 2.0 | 1.9 | 30.8 |